# Goo
Az 1990-es Goo a Sonic Youth hatodik nagylemeze. Ez az első albumuk, miután a Geffen Records-hoz szerződtek. Szerepel az 1001 lemez, amit hallanod kell, mielőtt meghalsz című könyvben. 2020-ban Minden idők 500 legjobb albuma listán 358. helyen szerepelt.

## Az album dalai
|     | Cím                    | Szerző(k)   | Hossz |
| --- | ---------------------- | ----------- | ----- |
| 1.  | Dirty Boots            | Sonic Youth | 5:28  |
| 2.  | Tunic (Song for Karen) | Sonic Youth | 6:22  |
| 3.  | Mary-Christ            | Sonic Youth | 3:11  |
| 4.  | Kool Thing             | Sonic Youth | 4:06  |
| 5.  | Mote                   | Sonic Youth | 7:37  |
| 6.  | My Friend Goo          | Sonic Youth | 2:19  |
| 7.  | Disappearer            | Sonic Youth | 5:08  |
| 8.  | Mildred Pierce         | Sonic Youth | 2:13  |
| 9.  | Cinderella's Big Score | Sonic Youth | 5:54  |
| 10. | Scooter + Jinx         | Sonic Youth | 1:06  |
| 11. | Titanium Exposé        | Sonic Youth | 6:24  |

## Közreműködők

### Sonic Youth
- Thurston Moore – ének, gitár
- Lee Ranaldo – gitár, ének
- Kim Gordon – ének, basszusgitár
- Steve Shelley – dob

### További közreműködők
- JMascis – háttérvokál (2, 5, 6)
- Don Fleming – háttérvokál (1, 7)
- Nick Sansano – producer
- Chuck D. a Kool Thing-en

## Fordítás
- Ez a szócikk részben vagy egészben a Goo (album) című angol Wikipédia-szócikk ezen változatának fordításán alapul.  Az eredeti cikk szerkesztőit annak laptörténete sorolja fel. Ez a jelzés csupán a megfogalmazás eredetét és a szerzői jogokat jelzi, nem szolgál a cikkben szereplő információk forrásmegjelöléseként.